# Dyck Advisory Group
 (mai 2024).
La mise en forme du texte ne suit pas les recommandations de Wikipédia : il faut le « wikifier ».
Les points d'amélioration suivants sont les cas les plus fréquents. Le détail des points à revoir est peut-être précisé sur la page de discussion.
- Les titres sont pré-formatés par le logiciel. Ils ne sont ni en capitales, ni en gras.
- Le texte ne doit pas être écrit en capitales (les noms de famille non plus), ni en gras, ni en italique, ni en « petit »…
- Le gras n'est utilisé que pour surligner le titre de l'article dans l'introduction, une seule fois.
- L'italique est rarement utilisé : mots en langue étrangère, titres d'œuvres, noms de bateaux, etc.
- Les citations ne sont pas en italique mais en corps de texte normal. Elles sont entourées par des guillemets français : « et ».
- Les listes à puces sont à éviter, des paragraphes rédigés étant largement préférés. Les tableaux sont à réserver à la présentation de données structurées (résultats, etc.).
- Les appels de note de bas de page (petits chiffres en exposant, introduits par l'outil «  Source ») sont à placer entre la fin de phrase et le point final[comme ça].
- Les liens internes (vers d'autres articles de Wikipédia) sont à choisir avec parcimonie. Créez des liens vers des articles approfondissant le sujet. Les termes génériques sans rapport avec le sujet sont à éviter, ainsi que les répétitions de liens vers un même terme.
- Les liens externes sont à placer uniquement dans une section « Liens externes », à la fin de l'article. Ces liens sont à choisir avec parcimonie suivant les règles définies. Si un lien sert de source à l'article, son insertion dans le texte est à faire par les notes de bas de page.
- La présentation des références doit suivre les conventions bibliographiques. Il est recommandé d'utiliser les modèles {{Ouvrage}}, {{Chapitre}}, {{Article}}, {{Lien web}} et/ou {{Bibliographie}}. Le mode d'édition visuel peut mettre en forme automatiquement les références.
- Insérer une infobox (cadre d'informations à droite) n'est pas obligatoire pour parachever la mise en page.

Pour une aide détaillée, merci de consulter Aide:Wikification.
Si vous pensez que ces points ont été résolus, vous pouvez retirer ce bandeau et améliorer la mise en forme d'un autre article.
Dyck Advisory Group (ou DAG ) est une société militaire privée basée à Velddrif, en Afrique du Sud.

## Histoire
Le groupe est fondé en 2012 par Lionel Dyck, un ancien colonel ayant servi dans l'armée rhodésienne puis dans les forces de défense du Zimbabwe. Il combat au sein de la force d'intervention zimbabwéenne qui aide le gouvernement du Mozambique contre la RENAMO pendant la guerre civile. À l'époque, il noue de bonnes relations au sein du parti au pouvoir mozambicain FRELIMO, puis avec le président zimbabwéen Emmerson Mnangagwa. Après la guerre civile au Mozambique, Dyck continue à s'impliquer dans le pays, participant aux opérations de déminage et de lutte contre le braconnage.
Le DAG est spécialisé dans les services de déminage et de lutte contre le braconnage et compte des clients dans le monde entier. À partir de 2019, la société devient active dans la province de Cabo Delgado, au Mozambique, où elle contribue à combattre une insurrection djihadiste. L'entreprise est employée par le chef de la police Bernardino Rafael et a aidé à former des policiers locaux en plus de combattre les rebelles,. Les troupes du Dyck Advisory Group exploitent et affrètent plusieurs avions légers Bat Hawk  et ont déployé 3 Gazelles, 2 Écureuils et 1 Alouette III dans leurs opérations.
En 2021, Amnesty International rapporte que lors d'opérations au Mozambique, les agents de l'entreprise avaient tiré à la mitrailleuse depuis des hélicoptères et largué des grenades à main sans discernement sur des foules de personnes, et avaient tiré à plusieurs reprises sur des infrastructures civiles, notamment des hôpitaux, des écoles et des maisons,.
Lors de la bataille de Palma de mars et avril 2021, la société aide les Forces armées du Mozambique à lutter contre les insurgés attaquants. Dyck assure que ses agents ont combattu plusieurs terroristes et secouru des policiers blessés et des civils piégés,,,. L'opération de sauvetage menée en partie par le DAG, voit cette dernière société accusée d'avoir sauvé des entrepreneurs blancs avant les civils noirs locaux par Amnesty International,.
Lionel Dyck fondateur du groupe, est décédé d'un cancer au Cap, en Afrique du Sud, le 31 mai 2024.